# سيمون بيكهام
سيمون بيكهام (بالإنجليزية: Simon Peckham)‏ هو رائد أعمال بريطاني، ولد في 13 أغسطس 1962.